# Steinhart (Pfaffing)
Steinhart ist ein Gemeindeteil von Pfaffing im oberbayerischen Landkreis Rosenheim. Das Dorf liegt circa einen Kilometer südlich von Pfaffing.

## Geschichte
Steinhart wird zwischen 1092 und 1113 erstmals in den Traditionen des Klosters Tegernsee genannt, als Ritter Hohold von Steinhart eine Magd als
Zinspflichtige überträgt. 